# Cerovac (Smederevska Palanka)
Cerovac (em cirílico: Церовац) é uma vila da Sérvia localizada no município de Smederevska Palanka, pertencente ao distrito de Podunavlje, na região de Šumadija, Jasenica. A sua população era de 1006 habitantes segundo o censo de 2011.

## Demografia
| 1948 | 1953 | 1961 | 1971 | 1981 | 1991 | 2002 | 2011 |
| ---- | ---- | ---- | ---- | ---- | ---- | ---- | ---- |
| 1681 | 1724 | 1680 | 1635 | 1492 | 1418 | 1177 | 1006 |